# ヒイラギシンジ
ヒイラギ シンジ（1965年 - ）は、日本の漫画原作者。広島県広島市安佐北区（旧可部町）出身。広島市立亀山中学校、広島県立安古市高等学校、早稲田大学出身。

## 作品
- メイドですから! 原作　（宙出版）
- BECAUSE I'M A MAID! 原作　（メイドですから!インドネシア語版 出版：グラメディア）

## 漫画プロデュース
- 魔法猫のギー（作画・原作：ニシハラダイタロウ）